# Mistrzostwa Świata w Piłce Nożnej 2022 (eliminacje strefy AFC)/Trzecia runda

## Grupa A
| Lp. | Drużyna                      | M  | Mecze | Mecze | Mecze | Bramki | Bramki | Bramki | Pkt |
| Lp. | Drużyna                      | M  | W     | R     | P     | +      | −      | +/−    | Pkt |
| --- | ---------------------------- | -- | ----- | ----- | ----- | ------ | ------ | ------ | --- |
| 1.  | Iran                         | 10 | 8     | 1     | 1     | 15     | 4      | +11    | 25  |
| 2.  | Korea Południowa             | 10 | 7     | 2     | 1     | 13     | 3      | +10    | 23  |
| 3.  | Zjednoczone Emiraty Arabskie | 10 | 3     | 3     | 4     | 7      | 7      | 0      | 12  |
| 4.  | Irak                         | 10 | 1     | 6     | 3     | 6      | 12     | −6     | 9   |
| 5.  | Syria                        | 10 | 1     | 3     | 6     | 9      | 16     | −7     | 6   |
| 6.  | Liban                        | 10 | 1     | 3     | 6     | 5      | 13     | −8     | 6   |

### Mecze
| 2 września 2021 13:00 CEST | Korea Południowa | 0:0(0:0)Raport | Irak | Seul World Cup Stadium, Seul Widzów: 0 Sędzia: Nawaf Szukr Allah |
|                            |                  |                |      |                                                                  |

| 2 września 2021 18:00 CEST | Iran · Dżahanbachsz 56' | 1:0(0:0)Raport | Syria | Stadion Azadi, Teheran Widzów: 0 Sędzia: Ryuji Sato |
|                            |                         |                |       |                                                     |

| 2 września 2021 18:45 CEST | Zjednoczone Emiraty Arabskie | 0:0(0:0)Raport | Liban | Stad Nadi al-Wasl, Dubaj Widzów: 1 513 Sędzia: Ma Ning |
|                            |                              |                |       |                                                        |

| 7 września 2021 13:00 CEST | Korea Południowa · Kwon Chang-hoon 59' | 1:0(0:0)Raport | Liban | Suwon World Cup Stadium, Suwon Widzów: 0 Sędzia: Ryuji Sato |
|                            |                                        |                |       |                                                             |

| 7 września 2021 18:00 CEST | Syria · Al Baher 64' | 1:1(0:1)Raport | Zjednoczone Emiraty Arabskie · 12' Mabkhout | Stadion Króla Abdullaha w Ammanie, Amman (Jordania) Widzów: 2 370 Sędzia: Ahmed Al-Kaf |
|                            |                      |                |                                             |                                                                                        |

| 7 września 2021 20:00 CEST | Irak | 0:3(0:1)Raport | Iran · 3' Dżahanbachsz · 69' Taremi · 90' Gholizadeh | Stadion Międzynarodowy Chalifa, Doha (Katar) Widzów: 0 Sędzia: Ma Ning |
|                            |      |                |                                                      |                                                                        |

| 7 października 2021 13:00 CEST | Korea Południowa · Hwang In-beom 47' · Son Heung-min 88' | 2:1(0:0)Raport | Syria · 83' Kharbin | Ansan Wa~Stadion, Ansan Widzów: 0 Sędzia: Abdulrahman Al-Jassim |
|                                |                                                          |                |                     |                                                                 |

| 7 października 2021 16:30 CEST | Irak | 0:0(0:0)Raport | Liban | Stadion Międzynarodowy Chalifa, Doha (Katar) Widzów: 0 Sędzia: Turki Al-Khudhayr |
|                                |      |                |       |                                                                                  |

| 7 października 2021 18:45 CEST | Zjednoczone Emiraty Arabskie | 0:1(0:1)Raport | Iran · 70' Taremi | Stad Nadi al-Wasl, Dubaj Widzów: 3 034 Sędzia: Chris Beath |
|                                |                              |                |                   |                                                            |

| 12 października 2021 15:30 CEST | Iran · Dżahanbachsz 76' | 1:1(0:0)Raport | Korea Południowa · 48' Son Heung-min | Stadion Azadi, Teheran Widzów: 0 Sędzia: Ahmed Al-Kaf |
|                                 |                         |                |                                      |                                                       |

| 12 października 2021 18:00 CEST | Syria · Kharbin 20' · Al Somah 64' | 2:3(1:2)Raport | Liban · 45+1', 45+3' Kduh · 53' Saad | Stadion Króla Abdullaha w Ammanie, Amman (Jordania) Widzów: 2 377 Sędzia: Chris Beath |
|                                 |                                    |                |                                      |                                                                                       |

| 12 października 2021 18:45 CEST | Zjednoczone Emiraty Arabskie · Caio 34' · Mabkhout 90+4' | 2:2(1:0)Raport | Irak · 74' (sam.) Al-Attas · 89' Hussein | Stad Nadi al-Wasl, Dubaj Widzów: 2 820 Sędzia: Ryuji Sato |
|                                 |                                                          |                |                                          |                                                           |

| 11 listopada 2021 12:00 CET | Korea Południowa · Hwang Hee-chan 36' (k.) | 1:0(1:0)Raport | Zjednoczone Emiraty Arabskie | Goyang Stadium, Goyang Widzów: 30 152 Sędzia: Ma Ning |
|                             |                                            |                |                              |                                                       |

| 11 listopada 2021 13:00 CET | Liban · Saad 37' | 1:2(1:0)Raport | Iran · 90+1' Azmun · 90+5' Nourollahi | Stadion Miejski w Sydonie, Sydon Widzów: 0 Sędzia: Abdulrahman Al-Jassim |
|                             |                  |                |                                       |                                                                          |

| 11 listopada 2021 18:00 CET | Irak · Al-Ammari 86' (k.) | 1:1(0:0)Raport | Syria · 79' Al Somah | Stadion Thani bin Jassim, Doha (Katar) Widzów: 50 Sędzia: Nawaf Shukralla |
|                             |                           |                |                      |                                                                           |

| 16 listopada 2021 13:00 CET | Liban | 0:1(0:0)Raport | Zjednoczone Emiraty Arabskie · 85' (k.) Mabkhout | Stadion Miejski w Sydonie, Sydon Widzów: 0 Sędzia: Shaun Evans |
|                             |       |                |                                                  |                                                                |

| 16 listopada 2021 16:00 CET | Irak | 0:3(0:1)Raport | Korea Południowa · 33' Lee Jae-sung · 74' (k.) Son Heung-min · 80' Jeong Woo-yeong | Stadion Thani bin Jassim, Doha (Katar) Widzów: 0 Sędzia: Ilgiz Tantashev |
|                             |      |                |                                                                                    |                                                                          |

| 16 listopada 2021 17:00 CET | Syria | 0:3(0:2)Raport | Iran · 33' Azmun · 42' Hadżsafi · 89' Gholizadeh | Stadion Króla Abdullaha w Ammanie, Amman (Jordania) Widzów: 907 Sędzia: Ma Ning |
|                             |       |                |                                                  |                                                                                 |

| 27 stycznia 2022 13:00 CET | Liban | 0:1(0:1)Raport | Korea Południowa · 45+1' Cho Gue-sung | Stadion Miejski w Sydonie, Sydon Sędzia: Ahmed Al-Kaf |
|                            |       |                |                                       |                                                       |

| 27 stycznia 2022 16:00 CET | Zjednoczone Emiraty Arabskie · Caio 43' · Al Ghassani 70' | 2:0(1:0)Raport | Syria | Al Maktoum Stadion, Dubai Sędzia: Ilgiz Tantaszew |
|                            |                                                           |                |       |                                                   |

| 27 stycznia 2022 15:30 CET | Iran · Taremi 48' | 1:0(0:0)Raport | Irak | Stadion Azadi, Teheran Sędzia: Chris Beath |
|                            |                   |                |      |                                            |

| 1 lutego 2022 13:00 CET | Liban · Sabra 45+2' | 1:1(1:1)Raport | Irak · 40' Hussein | Stadion Miejski w Sydonie, Sydon Sędzia: Adham Makhadmeh |
|                         |                     |                |                    |                                                          |

| 1 lutego 2022 15:00 CET | Syria | 0:2(0:0)Raport | Korea Południowa · 53' Kim Jin-su · 71' Kwon Chang-hoon | Rashid Stadium, Dubaj (Zjednoczone Emiraty Arabskie) Sędzia: Hiroyuki Kimura |
|                         |       |                |                                                         |                                                                              |

| 1 lutego 2022 15:30 CET | Iran · Taremi 44' | 1:0(1:0)Raport | Zjednoczone Emiraty Arabskie | Stadion Azadi, Teheran Widzów: 0 Sędzia: Ahmed Al-Kaf |
|                         |                   |                |                              |                                                       |

| 24 marca 2022 12:00 CET | Korea Południowa · Son Heung-min 45+2' · Kim Young-gwon 62' | 2:0(1:0)Raport | Iran | Seul World Cup Stadium, Seul Widzów: 64 375 Sędzia: Chris Beath |
|                         |                                                             |                |      |                                                                 |

| 24 marca 2022 13:00 CET | Liban | 0:3(0:3)Raport | Syria · 14' Al Dali · 38' (k.) Mardikian · 44' Al Marmour | Stadion Miejski w Sydonie, Sydon Sędzia: Abdulrahman Al-Jassim |
|                         |       |                |                                                           |                                                                |

| 24 marca 2022 18:00 CET | Irak · Al-Saedi 53' | 1:0(0:0)Raport | Zjednoczone Emiraty Arabskie | Stadion Króla Fahda, Rijad (Arabia Saudyjska) Sędzia: Ma Ning |
|                         |                     |                |                              |                                                               |

| 29 marca 2022 13:30 CEST | Iran · Azmun 35' · Dżahanbachsz 72' | 2:0(1:0)Raport | Liban | Imam Reza Stadion, Meszhed Widzów: 22 453 Sędzia: Fu Ming |
|                          |                                     |                |       |                                                           |

| 29 marca 2022 15:45 CEST | Zjednoczone Emiraty Arabskie · Al-Maazmi 54' | 1:0(0:0)Raport | Korea Południowa | Al Maktoum Stadion, Dubaj Sędzia: Ahmed Al-Kaf |
|                          |                                              |                |                  |                                                |

| 29 marca 2022 15:45 CEST | Syria · Al Dali 3' | 1:1(1:1)Raport | Irak · 31' Hussein | Rashid Stadium, Dubaj (Zjednoczone Emiraty Arabskie) Sędzia: Ryuji Sato |
|                          |                    |                |                    |                                                                         |

## Grupa B
| Lp. | Drużyna          | M  | Mecze | Mecze | Mecze | Bramki | Bramki | Bramki | Pkt |
| Lp. | Drużyna          | M  | W     | R     | P     | +      | −      | +/−    | Pkt |
| --- | ---------------- | -- | ----- | ----- | ----- | ------ | ------ | ------ | --- |
| 1.  | Arabia Saudyjska | 10 | 7     | 2     | 1     | 12     | 6      | +6     | 23  |
| 2.  | Japonia          | 10 | 7     | 1     | 2     | 12     | 4      | +8     | 22  |
| 3.  | Australia        | 10 | 4     | 3     | 3     | 15     | 9      | +6     | 15  |
| 4.  | Oman             | 10 | 4     | 2     | 4     | 11     | 10     | +1     | 14  |
| 5.  | Chiny            | 10 | 1     | 3     | 6     | 9      | 19     | −10    | 6   |
| 6.  | Wietnam          | 10 | 1     | 1     | 8     | 8      | 19     | −11    | 4   |

### Mecze
| 2 września 2021 12:10 CEST | Japonia | 0:1(0:0)Raport | Oman · 88' Al Sabhi | Panasonic Stadium Suita, Suita Widzów: 4 853 Sędzia: Mohammed Abdulla Mohamed |
|                            |         |                |                     |                                                                               |

| 2 września 2021 20:00 CEST | Australia · Mabil 24' · Boyle 26' · Duke 70' | 3:0(2:0)Raport | Chiny | Stadion Międzynarodowy Chalifa, Doha (Katar) Widzów: 0 Sędzia: Ko Hyung-jin |
|                            |                                              |                |       |                                                                             |

| 2 września 2021 19:00 CEST | Arabia Saudyjska · Ad-Dausari 55' (k.) · Al-Shahrani 67' · Al-Shehri 80' (k.) | 3:1(0:1)Raport | Wietnam · 3' Nguyễn Quang Hải | King Saud University Stadium, Rijad Widzów: 8 331 Sędzia: Ilgiz Tantashev |
|                            |                                                                               |                |                               |                                                                           |

| 7 września 2021 14:00 CEST | Wietnam | 0:1(0:1)Raport | Australia · 43' Grant | Stadion Narodowy Mỹ Đình, Hanoi Widzów: 0 Sędzia: Abdulrahman Al-Jassim |
|                            |         |                |                       |                                                                         |

| 7 września 2021 17:00 CEST | Chiny | 0:1(0:1)Raport | Japonia · 40' Ōsako | Stadion Międzynarodowy Chalifa, Doha (Katar) Widzów: 0 Sędzia: Nawaf Szukr Allah |
|                            |       |                |                     |                                                                                  |

| 7 września 2021 18:00 CEST | Oman | 0:1(0:0)Raport | Arabia Saudyjska · 43' Al-Shehri | Kompleks Sportowy im. Sułtana Kabusa ibn Sa’ida, Maskat Widzów: 8 150 Sędzia: Hanna Hattab |
|                            |      |                |                                  |                                                                                            |

| 7 października 2021 19:00 CEST | Arabia Saudyjska · Al-Buraikan 71' | 1:0(0:0)Raport | Japonia | King Abdullah Sports City, Dżudda Sędzia: Adham Makhadmeh |
|                                |                                    |                |         |                                                           |

| 7 października 2021 19:00 CEST | Chiny · Zhang Yuning 53' · Wu Lei 75', 90+5' | 3:2(0:0)Raport | Wietnam · 80' Hồ Tấn Tài · 90' Nguyễn Tiến Linh | Malab asz-Szarika, Szardża (Zjednoczone Emiraty Arabskie) Sędzia: Mohammed Abdulla Hassan Mohamed |
|                                |                                              |                |                                                 |                                                                                                   |

| 7 października 2021 20:30 CEST | Australia · Mabil 9' · Boyle 49' · Duke 89' | 3:1(1:1)Raport | Oman · 28' Al-Alawi | Stadion Międzynarodowy Chalifa, Doha (Katar) Widzów: 0 Sędzia: Nawaf Shukralla |
|                                |                                             |                |                     |                                                                                |

| 12 października 2021 12:14 CEST | Japonia · Tanaka 8' · Behich 85' (sam.) | 2:1(1:0)Raport | Australia · 70' Hrustić | Stadion Saitama, Saitama Widzów: 14 437 Sędzia: Abdulrahman Al-Jassim |
|                                 |                                         |                |                         |                                                                       |

| 12 października 2021 19:00 CEST | Arabia Saudyjska · Al-Najei 15', 38' · Al-Buraikan 72' | 3:2(2:0)Raport | Chiny · 46' Luo Guofu · 87' Wu Xi | King Abdullah Sports City, Dżudda Widzów: 54 124 Sędzia: Ilgiz Tantaszew |
|                                 |                                                        |                |                                   |                                                                          |

| 12 października 2021 18:00 CEST | Oman · Al Sabhi 45+1' · Al-Khaldi 49' · Al-Yahyaei 63' (k.) | 3:1(1:1)Raport | Wietnam · 39' Nguyễn Tiến Linh | Kompleks Sportowy im. Sułtana Kabusa ibn Sa’ida, Maskat Widzów: 9 123 Sędzia: Adham Makhadmeh |
|                                 |                                                             |                |                                |                                                                                               |

| 11 listopada 2021 10:05 CET | Australia | 0:0(0:0)Raport | Arabia Saudyjska | Western Sydney Stadium, Sydney Widzów: 23 314 Sędzia: Ko Hyung-jin |
|                             |           |                |                  |                                                                    |

| 11 listopada 2021 13:00 CET | Wietnam | 0:1(0:1)Raport | Japonia · 17' Itō | Stadion Narodowy Mỹ Đình, Hanoi Sędzia: Mohammed Abdulla Hassan Mohamed |
|                             |         |                |                   |                                                                         |

| 11 listopada 2021 16:00 CET | Chiny · Wu Lei 21' | 1:1(1:0)Raport | Oman · 75' Al-Harthi | Malab asz-Szarika, Szardża (Zjednoczone Emiraty Arabskie) Sędzia: Sivakorn Pu-Udom |
|                             |                    |                |                      |                                                                                    |

| 16 listopada 2021 13:00 CET | Wietnam | 0:1(0:0)Raport | Arabia Saudyjska · 31' Al-Shehri | Stadion Narodowy Mỹ Đình, Hanoi Widzów: 9 669 Sędzia: Hanna Hattab |
|                             |         |                |                                  |                                                                    |

| 16 listopada 2021 16:00 CET | Chiny · Wu Lei 71' (k.) | 1:1(0:1)Raport | Australia · 38' Duke | Malab asz-Szarika, Szardża (Zjednoczone Emiraty Arabskie) Widzów: 1 050 Sędzia: Adham Makhadmeh |
|                             |                         |                |                      |                                                                                                 |

| 16 listopada 2021 17:00 CET | Oman | 0:1(0:0)Raport | Japonia · 81' Itō | Kompleks Sportowy im. Sułtana Kabusa ibn Sa’ida, Maskat Widzów: 14 123 Sędzia: Ko Hyung-jin |
|                             |      |                |                   |                                                                                             |

| 27 stycznia 2022 09:10 CET | Australia · Maclaren 30' · Rogic 45+2' · Goodwin 72' · McGree 76' | 4:0(2:0)Raport | Wietnam | Melbourne Rectangular Stadium, Melbourne Sędzia: Ko Hyung-jin |
|                            |                                                                   |                |         |                                                               |

| 27 stycznia 2022 11:00 CET | Japonia · Osako 13' (k.) · Ito 61' | 2:0(1:0)Raport | Chiny | Stadion Saitama, Saitama Sędzia: Abdulrahman Al-Jassim |
|                            |                                    |                |       |                                                        |

| 27 stycznia 2022 18:00 CET | Arabia Saudyjska · al-Buraikan 48' | 1:0(0:0)Raport | Oman | King Abdullah Sports City, Dżudda Sędzia: Nawaf Szukr Allah |
|                            |                                    |                |      |                                                             |

| 1 lutego 2022 11:35 CET | Japonia · Minamino 31' · Ito 50' | 2:0(1:0)Raport | Arabia Saudyjska | Stadion Saitama, Saitama Sędzia: Ko Hyung-jin |
|                         |                                  |                |                  |                                               |

| 1 lutego 2022 13:00 CET | Wietnam · Hồ Tấn Tài 9' · Nguyễn Tiến Linh 16' · Phan Văn Đức 76' | 3:1(2:0)Raport | Chiny · 90+7' Xu Xin | Stadion Narodowy Mỹ Đình, Hanoi Sędzia: Nawaf Shukralla |
|                         |                                                                   |                |                      |                                                         |

| 1 lutego 2022 17:00 CET | Oman · Fawaz 54', 89' (k.) | 2:2(0:1)Raport | Australia · 15' (k.) Maclaren · 79' Mooy | Kompleks Sportowy im. Sułtana Kabusa ibn Sa’ida, Maskat Sędzia: Mohammed Abdulla Mohamed |
|                         |                            |                |                                          |                                                                                          |

| 24 marca 2022 10:10 CET | Australia | 0:2(0:2)Raport | Japonia · 89', 90+4' Mitoma | Stadium Australia, Sydney Widzów: 41 852 Sędzia: Nawaf Szukr Allah |
|                         |           |                |                             |                                                                    |

| 24 marca 2022 13:00 CET | Wietnam | 0:1(0:1)Raport | Oman · 65' Al-Hajri | Stadion Narodowy Mỹ Đình, Hanoi Sędzia: Hanna Hattab |
|                         |         |                |                     |                                                      |

| 24 marca 2022 16:00 CET | Chiny · Zhu Chenjie 82' (k.) | 1:1(0:1)Raport | Arabia Saudyjska · 45+1' Al-Shehri | Malab asz-Szarika, Szardża (Zjednoczone Emiraty Arabskie) Sędzia: Mohammed Abdulla Mohamed |
|                         |                              |                |                                    |                                                                                            |

| 29 marca 2022 12:35 CEST | Japonia · Yoshida 55' | 1:1(0:1)Raport | Wietnam · 19' Nguyễn Thanh Bình | Stadion Saitama, Saitama Widzów: 44 600 Sędzia: Ilgiz Tantaszew |
|                          |                       |                |                                 |                                                                 |

| 29 marca 2022 18:00 CEST | Oman · Al-Alawi 12' · Fawaz 74' | 2:0(1:0)Raport | Chiny | Kompleks Sportowy im. Sułtana Kabusa ibn Sa’ida, Maskat Sędzia: Ko Hyung-jin |
|                          |                                 |                |       |                                                                              |

| 29 marca 2022 20:00 CEST | Arabia Saudyjska · ad-Dausari 65' (k.) | 1:0(0:0)Raport | Australia | King Abdullah Sports City, Dżudda Sędzia: Adham Makhadmeh |
|                          |                                        |                |           |                                                           |

## Strzelcy
4 gole
- Saleh Al-Shehri
- Wu Lei
- Alireza Dżahanbachsz
- Mahdi Taremi
- Junya Itō
- Son Heung-min

3 gole
- Firas al-Buraikan
- Mitchell Duke
- Ayman Hussein
- Sardar Azmun
- Abdullah Fawaz
- Nguyễn Tiến Linh
- Ali Mabkhout

2 gole
- Salim ad-Dausari
- Sami Al-Najei
- Martin Boyle
- Awer Mabil
- Jamie Maclaren
- Ali Gholizadeh
- Kaoru Mitoma
- Yūya Ōsako
- Kwon Chang-hoon
- Mohamad Kduh
- Soony Saad
- Issam Al Sabhi
- Omar Kharbin
- Omar Al Somah
- Hồ Tấn Tài
- Caio

1 gol
- Yasser Al-Shahrani
- Rhyan Grant
- Craig Goodwin
- Ajdin Hrustić
- Riley McGree
- Aaron Mooy
- Tom Rogic
- Luo Guofu
- Xu Xin
- Wu Xi
- Zhang Yuning
- Zhu Chenjie
- Amir Al-Ammari
- Hussein Ali Al-Saedi
- Ehsan Hadżsafi
- Ahmad Nurollahi
- Takumi Minamino
- Ao Tanaka
- Maya Yoshida
- Cho Gue-sung
- Hwang Hee-chan
- Hwang In-beom
- Jeong Woo-yeong
- Kim Jin-su
- Kim Young-gwon
- Lee Jae-sung
- Maher Sabra
- Arszad Al-Alawi
- Rabia Al-Alawi
- Khalid Al-Hajri
- Amjad Al-Harthi
- Mohsin Al-Khaldi
- Salaah Al-Yahyaei
- Mahmoud Al Baher
- Alaa Al Dali
- Mohammad Al Marmour
- Mardik Mardikian
- Nguyễn Thanh Bình
- Nguyễn Quang Hải
- Phan Văn Đức
- Yahya Al Ghassani
- Harib Al-Maazmi

Gole samobójcze
- Aziz Behich (dla Japonii)
- Mohammed Al-Attas (dla Iraku)